# 宋亚平
宋亚平（1960年6月—），女，汉族，陕西礼泉人。中华人民共和国美术家，中国国民党革命委员会党员，第十三届全国人民代表大会陕西省代表。

## 生平
2018年，宋亚平被选为陕西省出席第十三届全国人民代表大会代表。